# Yahia Belaskri
Yahia Belaskri (né à Oran (Algérie) en 1952) est romancier, nouvelliste et essayiste franco-algérien. Il a aussi été journaliste.

## Biographie
Après des études de sociologie, il travaille dans les ressources humaines dans plusieurs entreprises algériennes, puis se tourne vers le journalisme. Un an après les événements du 5 octobre 1988 en Algérie, il vient s’installer en France. Il y devient journaliste à Radio France internationale (RFI) et écrit de nombreux articles et contributions diverses sur les relations entre la France et l’Algérie, l’immigration, le dialogue des cultures dans le bassin méditerranéen,. Il participe ainsi à de nombreux ouvrages collectifs. Il a écrit des romans, nouvelles et essais.
Il est membre du comité de rédaction de la revue Apulée (éditions Zulma).

## Œuvres

### Œuvres
- Le Bus dans la ville, La Roque-d'Anthéron, éditions Vents d’ailleurs, mars 2008  (ISBN 978-2-911412-53-0) ; réédition, Alger, éditions Apic, 2009
- Si tu cherches la pluie, elle vient d’en haut, La Roque-d'Anthéron, éd. Vents d’ailleurs, 2010  (ISBN 978-2-911412-74-5) ; réédition, Alger, éd. Apic, 2011 ; réédition, Frankfurt, éd. Donata Kinzelbach, 2013 - Prix Ouest-France-Étonnants Voyageurs 2011 ; Prix Coup de cœur de Coup de Soleil Languedoc-Roussillon 2012
- Une longue nuit d’absence, La Roque-d'Anthéron, éd. Vents d’ailleurs, mars 2012  (ISBN 978-2-36413-009-8) ; réédition, Alger, éd. Apic, 2013[1]
- Les Fils du jour, La Roque-d'Anthéron, éd. Vents d'ailleurs, octobre 2014  (ISBN 978-2-36413-046-3) ; réédition, Alger, éd. Barzakh, 2015 - Prix Beur FM TV5 Monde 2015 ; Prix Coup de cœur des Journées du Livre Européen et Méditerranéen 2014[6]
- Haïti en lettres et en images, photographies de Francesco Gattoni, Paris, éd. Magellan & Cie, 2014  (ISBN 978-2-35074-290-8)
- Abd El-Kader : Le combat et la tolérance, récit, Paris, éd. Magellan & Cie, 2016  (ISBN 978-2-35074-389-9)
- Lettre ouverte à ceux qui se sentent envahis et à ceux qui veulent tout détruire au nom de leur croyance étriquée, Saint-Étienne, le Réalgar, 2018  (ISBN 979-10-91365-68-0)
- Le Livre d’Amray, roman, Paris, éd. Zulma, 2018  (ISBN 978-2-84304-823-4)
- Le Silence des dieux, roman, Paris, éd. Zulma, 2021  (ISBN 979-1038700635)
- Chroniques amères d'un Méditerranéen, collection Je est ailleurs, éd. Magellan & Cie, 2023
- N'oublie pas notre Arménie, éd. Zulma, 2025  (ISBN 9791038703780)

### Poésie
De sable et de vent, éditions Asmodée Edern, collection les poétiques, 2025  (ISBN 9782390751441)

### Nouvelles
- Histoire fausse, in Dernières nouvelles de la Françafrique, La Roque-d'Anthéron, éd. Vents d’ailleurs, oct. 2003  (ISBN 2-911412-25-7)
- La Fenêtre bleue, in fenêtres sur Méditerranée, site Internet : http://www.etonnants-voyageurs.com/spip.php?article9870 ; septembre 2006
- Le Retour, in Ancrage africain, recueil de nouvelles, Alger, éd. Apic, 2009  (ISBN 978-9961-769-60-7)
- Blanc et Noir, in Nouvelles d’Afrique, nouvelles de foot., Paris, éd. J. C. Lattès, 2010  (ISBN 978-2-7096-3532-5)
- Un homme est mort, un seul le pleure, in Algéries 50, Paris, éd. Magellan & Cie, 2012  (ISBN 978-2-35074-223-6)
- Supplique au vent in L’Afrique qui vient, anthologie, s/s la direction de Michel Le Bris et Alain Mabanckou, Paris, éd. Hoëbeke, coll. « Étonnants voyageurs », 2013  (ISBN 978-2-84230-461-4)
- Ma mère, in Algérie : La nahda des Lettres, revue no 19, Paris, Riveneuve éditions, 2015  (ISBN 978-2-36013-304-8)
- Le Destin des hommes in Le Peuple des Lumières, ouvrage collectif, Belgique, Ker éditions, 2015  (ISBN 978-2-87586-118-4)
- Avec cœur et ardeur, nouvelle, in « La felicita deglio uomini simplici », anthologie dirigée par Alain Mabanckou, traduzione de Michele Martino, Cinzia Poli e Nunzia De Palma, Italie, éd. 66thand2nd 2016.  (ISBN 978-8-89897-017-9)
- L'Enfant de M'dina J'dida in Une enfance dans la guerre Algérie 1954-1962, textes inédits recueillis par Leila Sebbar, Saint-Pourçain-sur-Sioule (France), éd. Bleu autour, coll. « D'un lieu l'autre », 2016  (ISBN 978-2-35848-073-4)
- De Lumière à Pasteur, in À l’école en Algérie, des années 1930 à l’indépendance, sous la dir. de Martine Mathieu-Job, Saint-Pourçain-sur-Sioule (France), éd. Bleu autour, 2018  (ISBN 978-2-35848-094-9)

### Contributions
- Khaled, Sogecom-Dauphin Diffusion, 1995  (ISBN 978-2-95096-510-3)
- L’Islamisme et l’Europe sociale, in Extrémismes en Europe, ouvrage collectif, sous la direction de Jean-Yves Camus, La Tour-d'Aigues/Bruxelles, L’Aube-CERA, coll. « Monde en cours. Société », 1998  (ISBN 2-87678-351-7)
- Camus et l’Algérie : le retour, in Pourquoi Camus ?, Paris, éditions Philippe Rey, 2013  (ISBN 978-2-84876-292-0)
- Fanon et moi, in Sur Fanon, sous la direction de Bernard Magnier, Québec, édition Mémoire d'encrier, 2016  (ISBN 978-2-89712-357-4)

Il a codirigé les ouvrages collectifs suivants :
- L’Épreuve d’une décennie. Algérie, arts et culture 1992-2002, Paris, Paris-Méditerranée, 2004 (avec Christiane Chaulet-Achour).  (ISBN 978-2-84272-195-4)
- Les Franco-Maghrébins et la République, Saint-Denis, éd. APCV, 2007  (ISBN 978-2-9527086-0-9)
- Algéries 50, recueil de nouvelles, Paris, éd Magellan, 2012 (avec Élisabeth Lesnes).  (ISBN 978-2-35074-223-6)
- Mohammed Dib, un écrivain de lumière, Alger, éd. Sedia, 2017  (ISBN 978-9-93163-909-1)

## Distinctions
- En 2011, il reçoit le prix Ouest France-Étonnants Voyageurs
- En 2012, il reçoit le prix Coup de cœur de « Coup de soleil Languedoc-Roussillon » pour son roman Si tu cherches la pluie, elle vient d’en haut[7],[8].
- En 2014, il reçoit le prix du livre européen et méditerranéen
- En 2015, il reçoit le prix Beur FM TV5 Monde pour son roman Les Fils du Jour[9].
- En 2019, il reçoit le prix Des racines et des mots pour son roman Le livre d'Amray[10].

## Réception
- Le Silence des dieux (2021)[11]